# 三条実春
三条 実春（三條 實春、さんじょう さねはる、1913年〈大正2年〉3月2日 - 1990年〈平成2年〉6月30日）は、日本の神職、華族。貴族院公爵議員。

## 経歴
父三条公輝、母多栄子（毛利元敏女）の長男として生まれる。1938年、東京帝国大学文学部を卒業。
1938年、厚生省体力局企画課嘱託となる。以後、厚生省人口局管理課嘱託、同研究所人口民族部嘱託を務め、この間、応召を受け陸軍中尉となった。父の死去に伴い1945年12月15日、公爵を襲爵して貴族院公爵議員に就任し、1947年5月2日の貴族院廃止まで在任した。
戦後、春日大社宮司、平安神宮宮司を務めた。

## 親族
- 妻 鈴子（亀井茲常三女）・千賀子（池尻基房長女）・初江（斎藤武市長女）[1]
- 長男 三条公隆[1]
- 妹[1] 徳川博子（男爵徳川義寛妻）、恒徳王妃光子（竹田宮恒徳王妃）、浅野修子（男爵浅野忠充妻）